# 山県バスターミナル
山県バスターミナル（やまがたバスターミナル）は、岐阜県山県市東深瀬にあるバスターミナル。
山県市が整備したバスターミナルである。2021年（令和3年）6月1日運用開始。

## 概要
- 山県市は岐阜県の市で唯一鉄道路線が無く、公共交通機関はバスのみであった。市の玄関口として東海環状自動車道山県ICの近くに整備したバスターミナルである。岐阜バス、山県市自主運行バスなどが乗り入れる。
- 隣接する東海環状自動車道高架下にはバス利用者のための無料のパークアンドバスライド用駐車場が整備されている。
- バスターミナル内には岐阜バス高富営業所とJAぎふが運営する農産物などの販売や飲食を提供する店舗「山県ばすけっと」がある。山県ばすけっとは山県バスターミナルの開業と同時に開店する予定であったが、新型コロナウイルス感染症の影響により延期となり[1][2]、同年7月2日に開店した。その他の施設として待合所、多目的トイレなどがある。
- バスターミナル内には乗降場（3箇所）が設置されている。
- 一般路線バス以外に、高速バスとして高速名古屋線が名鉄バスターミナルへ運行（土日祝日運行）されていたが、2024年（令和6年）7月1日に廃止された（最終運行は6月30日）[3]。

### 1番のりば
- 岐阜高富線（岐阜バス）
  - 【N】JR岐阜駅
  - 【G51】西鏡島
- 岐北線（岐阜バス）
  - 【N】JR岐阜駅
  - 【G30】森屋
  - 【W32】OKBふれあい会館
  - 【N85】谷合
  - 【N86】塩後
  - 【N82】山県高校前
- 岐阜板取線（岐阜バス）
  - 【N】JR岐阜駅
  - 【N83】ほらどキウイプラザ
- 山県モレラ線（岐阜バス）
  - モレラ岐阜　※土日祝日運行。2021年10月2日から運行。2024年10月1日廃止予定。
- ハーバス伊自良・大桑線
  - 大桑雉洞
  - 山県市役所
  - 伊自良湖口
- ハーバス岐大病院線
  - 岐阜大学病院 ※土日祝日運休

### 2番のりば
- 市街地巡回線
- 神崎山県BT線
- 美山地域デマンド型交通

### 3番のりば
- 岐阜バス路線降車専用